# Prosopocera rufobrunnea
Prosopocera rufobrunnea là một loài bọ cánh cứng trong họ Cerambycidae.